# Champagnolles
Champagnolles is een gemeente in het Franse departement Charente-Maritime (regio Nouvelle-Aquitaine) en telt 500 inwoners (1999). De plaats maakt deel uit van het arrondissement Jonzac.

## Geografie
De oppervlakte van Champagnolles bedraagt 17,3 km², de bevolkingsdichtheid is 28,9 inwoners per km².
De onderstaande kaart toont de ligging van Champagnolles met de belangrijkste infrastructuur en aangrenzende gemeenten.

## Demografie
Onderstaande figuur toont het verloop van het inwonertal (bron: INSEE-tellingen).